# Rock (film, 1988)
Pour les articles homonymes, voir Rock (homonymie).
Pour plus de détails, voir Fiche technique et Distribution.
Rock  (en russe : Рок, Rok) est un film documentaire soviétique réalisé par Alekseï Outchitel en 1988. Il raconte les débuts du Rock russe.

## Fiche technique
- Titre : Rock
- Titre original : Рок
- Réalisation : Alekseï Outchitel
- Scénario et histoire : Iouri Filinov
- Photographie : Dmitri Mass (ru)
- Musique : Boris Grebenchtchikov
- Montage : Valentina Torgaïeva
- Société(s) de production : Studio du film documentaire de Leningrad
- Pays d'origine :  Union soviétique
- Année : 1988
- Langue originale : russe
- Format : couleur – 35 mm – 1,85:1
- Genre : film documentaire
- Durée : 80 minutes
- Dates de sortie : 19 janvier 1988

## Récompenses
- Diplôme de la Berlinale en 1989.